# Halapoulivaati Vaitai
Halapoulivaati Vaitai (Fort Worth, 16 giugno 1993) è un giocatore di football americano statunitense che milita nel ruolo di offensive tackle per i Detroit Lions della National Football League (NFL).

## Carriera

### Philadelphia Eagles
Seumalo al college giocò a football con i TCU Horned Frogs dal 2012 al 2015. Fu scelto nel corso del quinto giro (164º assoluto) nel Draft NFL 2016 dai Philadelphia Eagles. Debuttò come professionista partendo come titolare nel sesto turno contro i Washington Redskins e concluse la sua stagione da rookie con 7 presenze, 6 delle quali come partente. Il 4 febbraio 2018 allo U.S. Bank Stadium di Minneapolis partì come titolare nel Super Bowl LII vinto contro i New England Patriots per 41-33, il primo trionfo della storia della franchigia.

### Detroit Lions
Il 16 marzo 2020 Vaitai firmò con i Detroit Lions un contratto quinquennale del valore di 50 milioni di dollari.

## Palmarès

### Franchigia
- Super Bowl : 1

Philadelphia Eagles: LII
- National Football Conference Championship: 1

Philadelphia Eagles: 2017